# Alpes italianos

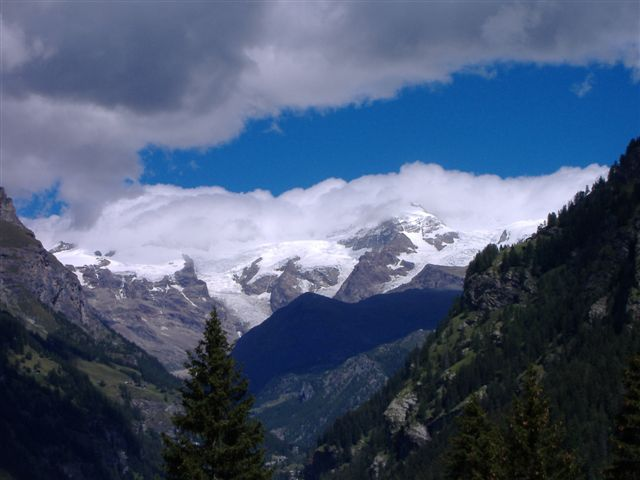
El monte Rosa visto desde Gressoney-Saint-Jean.

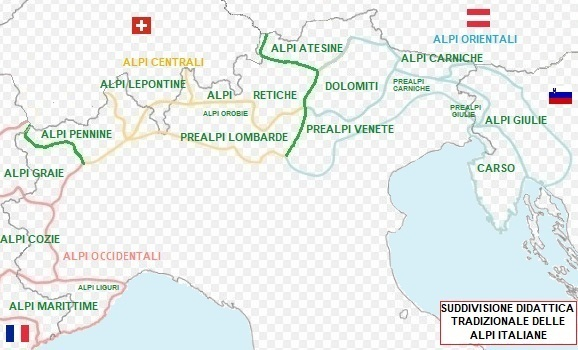
Situación de los Alpes Italianos.

Los Alpes italianos se extienden a lo largo de casi 1200 km y ocupan una superficie de 30.000 km² (un 10 % del territorio italiano, cuya extensión es de 301.277 km²).
La dorsal alpina se extiende a lo largo de un mínimo de 50 km en línea recta desde Savona a Mondovì y de un máximo de 360 km desde Viena a Fiume.
La Boca de Altare (Monte de Cadibona), situada sobre el puerto de Savona, marca el punto de unión entre la cadena alpina y la cadena de los Apeninos.
Las rocas que estructuran los Alpes son básicamente de dos tipos:
Granítico y cristalino en la parte media, que es también la más elevada. La roca granítica, o granito, es durísima; la roca cristalina está constituida por cristales de diversos minerales erupcionados por procesos volcánicos antiquísimos, como por ejemplo el Mont Blanc y el Monte Rosa.
Calcáreo, en la parte externa y en gran parte de la interna. La roca calcárea se ha formado por antiguos sedimentos marinos endurecidos por compresión y luego surgidos por elevamiento orogénico. Aún se encuentran conchas marinas en las cumbre de las Dolomitas y la cadena prealpina, lo que significa que esas cumbres han sido grandes extensiones de fondo marino.
La línea divisoria de aguas, que separa ambas vertientes, constituye, casi en cada tramo del arco alpino, no sólo la división física del sistema orográfico, sino también el político, ya que marca la división fronteriza entre los territorios de Francia, Italia, Suiza y Austria, cosa que no ocurre en la parte oriental, en la frontera entre Italia y Eslovenia (república septentrional de la antigua Yugoslavia).
- Datos: Q3509494